# Secretly Canadian
Secretly Canadian es un sello discográfico independiente estadounidense con sede en Bloomington, Indiana, con oficinas en Nueva York, Los Angeles, Chicago, Austin, Londres, París, Ámsterdam y Berlín. Forma parte de Secretly Group, discográfica que también incluye a los sellos Dead Oceans y Jagjaguwar. Además de estas tres marcas, Secretly Group incluye a la editorial musical Secretly Publishing, que representa a artistas, escritores, cineastas, productores y comediantes.

## Historia
Secretly Canadian fue fundada en 1996 por Chris y Ben Swanson, Eric Weddle y Jonathan Cargill mientras estudiaban en la Universidad de Indiana. Los hermanos Swanson, originarios de Fargo, Dakota del Norte, decidieron mudarse a Bloomington después de que un artículo en Billboard describiera la escena musical de la ciudad universitaria del medio oeste como la próxima Seattle y una incubadora para bandas prometedoras.
En 1995, antes de la fundación de Secretly Canadian, Chris Swanson y Eric Weddle se conocieron siendo estudiantes de segundo año colaborando en la estación de radio del campus de la Universidad de Indiana, WIUX. Más tarde Chris conocería a Jonathan Cargill a través de un trabajo en la cafetería Collins Living-Learning Center en el campus. Poco después, el hermano menor de Chris, Ben Swanson, se mudó a Bloomington para obtener su título universitario en la Jacobs School of Music en etnomusicología.
En 1996 los Swanson trasladaron Secretly Canadian fuera del hogar familiar. Debido a su escasa experiencia en el negocio musical pasaron meses investigando cómo hacer un CD.
El primer lanzamiento oficial de la discográfica fue una reedición de un álbum de June Panic de Grand Forks, Dakota del Norte, el CD Glory Hole. El segundo lanzamiento en 1997 fue el de Jason Molina, bajo el apodo de Songs: Ohia, el conocido como "The Black Album". Tras el fichaje de Molina el sello discográfico ganó en popularidad en la escena musical indie.
Otros lanzamientos iniciales notables del sello fueron Marmoset y Swearing At Motorists.
Weddle abandonaría rápidamente para formar el sello Family Vineyard, siendo seguido algo más tarde por Cargill. Después de eso, Chris Swanson y Darius Van Arman se hicieron amigos en 1999 y Secretly Canadian unió fuerzas con Jagjaguwar de Van Arman.
A principios de la década de 2000 el sello reeditó obras de Swell Maps, Nikki Sudden y Danielson. Damien Jurado, el cantautor de Seattle, se incorporó a Secretly Canadian en 2002. Dos años más tarde lo haría Jens Lekman.
Anohni también firmó con el sello en la década de 2000. Conocida anteriormente como Antony and the Johnsons a principios de su carrera, los hermanos Swanson se enamoraron de Antony y del debut homónimo de los Johnson desde 2000. El primer disco de Antony and the Johnsons con Secretly Canadian, I Am a Bird Now, lanzado en 2005, vendió 100.000 copias en los dos primeros meses.
Poco después Secretly Canadian ficharía a The War on Drugs, la banda con sede en Filadelfia cuyo tercer disco, Lost in the Dream, alcanzó el éxito de crítica y público en 2014. Secretly Canadian también se asociaría con Chimera Records lanzando reediciones de discos de Yoko Ono a partir de 2016, así como el debut musical del fotógrafo William Eggleston en 2017. El elenco de artistas de Secretly Canadian incluye a Cherry Glazerr, Whitney, Alex Cameron, Joey Dosik, Stella Donnelly, Faye Webster y serpentwithfeet entre muchos otros.
La incorporación de Dead Oceans a Secretly Canadian y la asociación con Jagjaguwar (ambas en 2007) dio lugar a la formación de Secretly Group. En 2015, Secretly Group también se asociaría con The Numero Group.
En 2018 Secretly Canadian fue incluido en la octava posición en la lista de los diez mejores sellos discográficos de Paste Magazine de 2018. Jagjaguwar apareció en la cuarta posición y Dead Oceans en la séptima.

## Artistas
| Antony and the Johnsons                    | Anohni              | Alex Cameron    | Cherry Glazerr     | Porridge Radio        | Stella Donnelly              |
| Jens Lekman                                | Songs: Ohia         | serpentwithfeet | Richard Swift      | Tig Notaro            | Faye Webster                 |
| Yoko Ono                                   | Jason Molina        | Whitney         | Ben Abraham        | Ativin                | BLK JKS                      |
| Shura                                      | Makeness            | Cayucas         | Danielson          | Dave Fischoff         | David Vandervelde            |
| The Horns of Happiness                     | Exitmusic           | Foreign Born    | Frida Hyvonen      | Gardens & Villa       | Havergal                     |
| Instruments of Science & Technology        | Intro to Airlift    | Little Scream   | Luke Temple        | Damien Jurado         | The Impossible Shapes        |
| Magnolia Electric Co.                      | Major Lazer         | Marmoset        | Molina and Johnson | Music Go Music        | Nikki Sudden & The Jacobites |
| The Panoply Academy                        | Porcelain Raft      | Racebannon      | Scout Niblett      | Simon Joyner          | Swearing at Motorists        |
| Tomas Barfod                               | Throw Me The Statue | Tren Brothers   | The War on Drugs   | Windsor for the Derby | Woman's Hour                 |
| Taken By Trees                             | Normanoak           | Jorma Whittaker | June Panic         | Early Day Miners      | Alasdair Roberts             |
| I Love You But I've Chosen Darkness        | Swell Maps          | Nite Jewel      | Bodies of Water    | Nightlands            | Steven A. Clark              |
| The Japonize Elephants                     | jj                  | She-Devils      | Suuns              | Yeasayer              | Don Lennon                   |
| Suzanne Langille & Loren MazzaCane Connors | Electric Youth      | Joey Dosik      | Dungeonesse        | Bobb Trimble          | Catfish Haven                |
| Zero Boyz                                  |                     |                 |                    |                       |                              |

## Premios destacados y reconocimientos
PREMIOS GRAMMY (EE. UU./GLOBAL)
- 2018, The War on Drugs, ‘A Deeper Understanding’ - Mejor álbum Rock (GANADOR)
- 2017, Tig Notaro, ‘Boyish Girl Interrupted’ - Mejor álbum de comedia (nominado)
- 2014, Tig Notaro, ‘Tig Notaro Live’ - Mejor álbum de comedia (nominado)

PREMIOS EMMY / ACADEMIA DE TELEVISIÓN ESTADOUNIDENSE (EE. UU./GLOBAL)
- 2016, Tig Notaro, ‘Boyish Girl Interrupted’ (HBO) - Mejor guion para un especial de variedades (nominado)

PREMIOS A2IM LIBERA (EE. UU.)
- 2019, serpentwithfeet, ‘soil’ - Álbum del año (finalista)
- 2019, serpentwithfeet, ‘soil’ - Mejor álbum alternativo (finalista)
- 2019, serpentwithfeet, ‘soil’ - Mejor álbum de R&B (finalista)
- 2018, Alex Cameron ‘Forced Witness’ - Mejor álbum alternativo (finalista)
- 2017, ANOHNI, ‘Drone Bomb Me’ - Vídeo del año (finalista)
- 2017, ANOHNI, ‘HOPELESSNESS’ - Mejor álbum de Dance/Electrónica (finalista)
- 2017, Whitney, ‘Light Upon the Lake’ - Artista revelación del año (GANADOR)
- 2015, Secretly Canadian, Sello discográfico del año (finalista)
- 2015, The War on Drugs, ‘Lost in the Dream’ - Álbum del año (GANADOR)
- 2014, Secretly Canadian Sello discográfico del año (finalista)

MERCURY PRIZE (REINO UNIDO)
- 2016, ANOHNI, ‘HOPELESSNESS’ (preseleccionado)
- 2005, Antony and the Johnsons, ‘I Am a Bird Now’ (GANADOR)

BRIT AWARDS (REINO UNIDO/GLOBAL)
- 2017, ANOHNI - Mejor artista femenina (nominada)
- 2015, The War on Drugs - Mejor grupo internacional (nominado)
- 2006, Antony and the Johnsons - Mejor artista masculino británico (nominado)

AIM INDEPENDENT MUSIC AWARDS (REINO UNIDO)
- 2014, Secretly Group - Discográfica independiente del año (nominada)

NME AWARDS (REINO UNIDO)
- 2006, Antony and the Johnsons - Mejor artista en solitario (nominado)

ARIA AWARDS (AUSTRALIA)
- 2015, Marlon Williams, ‘Marlon Williams’ - Mejor artista de blues y música popular (nominado)

NEW ZEALAND MUSIC AWARDS (NUEVA ZELANDA)
- 2018, Marlon Williams, ‘Make Way For Love’ - Álbum del año (GANADOR)
- 2018, Marlon Williams, ‘Make Way For Love’ - Mejor artista alternativo (nominado)
- 2018, Marlon Williams, ‘Make Way For Love’ - Mejor artista en solitario del año (GANADOR)
- 2015, Marlon Williams, ‘Marlon Williams’ - Álbum del año (nominado)
- 2015, Marlon Williams, ‘Marlon Williams’ - Mejor álbum alternativo del año (nominado)
- 2015, Marlon Williams, “Dark Child” - Sencillo del año (nominado)
- 2015, Marlon Williams - Mejor artista solista masculino (GANADOR)
- 2015, Marlon Williams - Artista revelación del año (GANADOR)